# Bruyères
Bruyères là một xã, nằm ở tỉnh Vosges trong vùng Grand Est của Pháp. Xã này có diện tích 16,02 kilômét vuông, dân số năm 1999 là 3362 người. Xã này nằm ở khu vực có độ cao trung bình 493 m trên mực nước biển.
Dân địa phương tiếng Pháp gọi là Bruyérois.

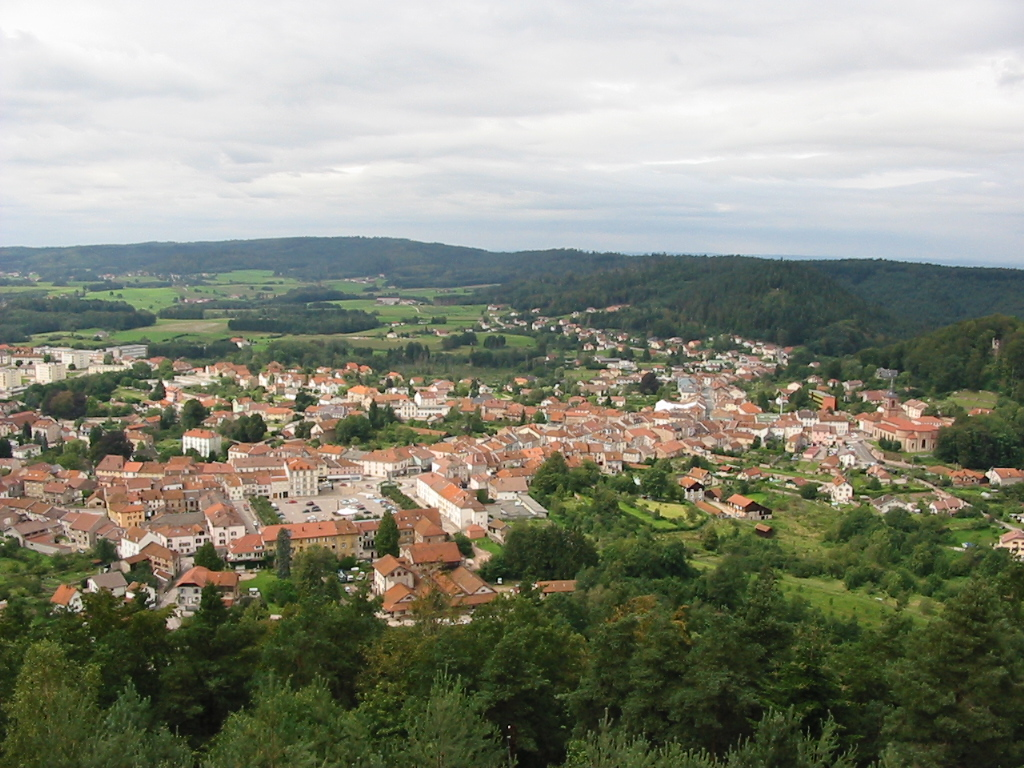
Quang cảnh thị trấn

## Biến động dân số
| 1962                                         | 1968 | 1975 | 1982 | 1990 | 1999 | 2006 |
| -------------------------------------------- | ---- | ---- | ---- | ---- | ---- | ---- |
| 3639                                         | 3767 | 3852 | 3679 | 3368 | 3362 | 3315 |
| Số liệu từ năm 1962: Dân số không tính trùng |      |      |      |      |      |      |